# Южномаркский диалект
Южномаркский диалект (нем. Südmärkisch) — немецкий диалект, принадлежащий к берлинско-бранденбургским / лужицко-новомаркским средненемецким диалектам. Распространён в Бранденбурге (Франкфурт-на-Одере). Одной из примечательных форм диалекта является берлинский региолект. Особенностью южномаркского является то, что диалект сочетает в себе отчётливо наблюдаемые как нижненемецкие, так и верхненемецкие черты.